# The Dictators Go Girl Crazy!
| Recensione                       | Giudizio |
| -------------------------------- | -------- |
| AllMusic                         | [ 1 ]    |
| Christgau's Record Guide         | B+       |
| Collector's Guide to Heavy Metal | 9/10     |
| Entertainment Weekly             | A        |
| Record Collector                 | [ 5 ]    |
| The Rolling Stone Album Guide    | [ 6 ]    |
| Piero Scaruffi                   | 7/10     |

The Dictators Go Girl Crazy! è il primo album in studio del gruppo punk rock The Dictators, realizzato nel 1975.

## Il disco
Si tratta di uno dei primi esempi di punk rock. Oltre all'influenza musicale, l'album fu uno dei due fattori scatenanti nella creazione della rivista Punk di John Holmstrom e del giornalista musicale Legs McNeil. Nel libro Please Kill Me: The Uncensored Oral History of Punk, McNeil disse che il disco ebbe così tanta risonanza con lui e i suoi amici che fondarono la rivista esclusivamente per poter "uscire con i Dictators a fare casino".

## Tracce
1. The Next Big Thing - 4:20
2. I Got You Babe (Sonny Bono) - 4:08
3. Back to Africa - 3:35
4. Master Race Rock - 4:13
5. Teengenerate - 3:24
6. California Sun (Henry Glover, Morris Levy) - 3:04
7. Two Tub Man - 4:08
8. Weekend - 4:00
9. (I Live For) Cars and Girls - 3:56

## Formazione
The Dictators
- Handsome Dick Manitoba – voce
- Ross "The Boss" Funicello – chitarra, cori
- Scott Kempner – chitarra ritmica
- Stu Boy King – percussioni, batteria
- Andy Shernoff – basso, tastiere, voce

Produzione
- Greg Calbi – mastering
- David Gahr – fotografie
- Tim Geelan – engineering
- Murray Krugman – produzione
- Sandy Pearlman – produzione
- Ed Sprigg – missaggio
- Lou Waxman – engineering